# La Barra del Rojo
La Barra del Rojo es la denominación por la cual se conoce comúnmente al conjunto de grupos organizados de barra brava del Club Atlético Independiente de Avellaneda, Argentina.
A pesar de que la barra en sí no tiene un nombre, actualmente está liderada por la facción conocida como Los Dueños de Avellaneda. A su vez, estos mismos se aliaron con la histórica facción los mismos de siempre liderada por César Loquillo Rodriguez. Ambas facciones se ubican en diferentes tribunas populares del estadio.
La barra de Independiente, conocida como "Los diablos rojos", fue una de las más importantes y poderosas de Argentina hasta que Pablo "Bebote" Álvarez perdió el control de la misma. Desde entonces, ha dejado de ser la fuerza dominante que alguna vez fue, perdiendo influencia y poder dentro y fuera del estadio. La era de "Bebote" marcó el apogeo de la barra, y su declive ha sido notable desde su partida. Sus líderes notables han viajado a los países donde se realizaron las Copas del Mundo (y en algunas ocasiones a Copa América) con motivo de alentar al seleccionado nacional y también han dirigido a la agrupación Hinchadas Unidas Argentinas. 
Sus máximos rivales son La Guardia Imperial de Racing Club, con los cuales tuvieron violentos enfrentamientos desde la década de 1950.

## Composición

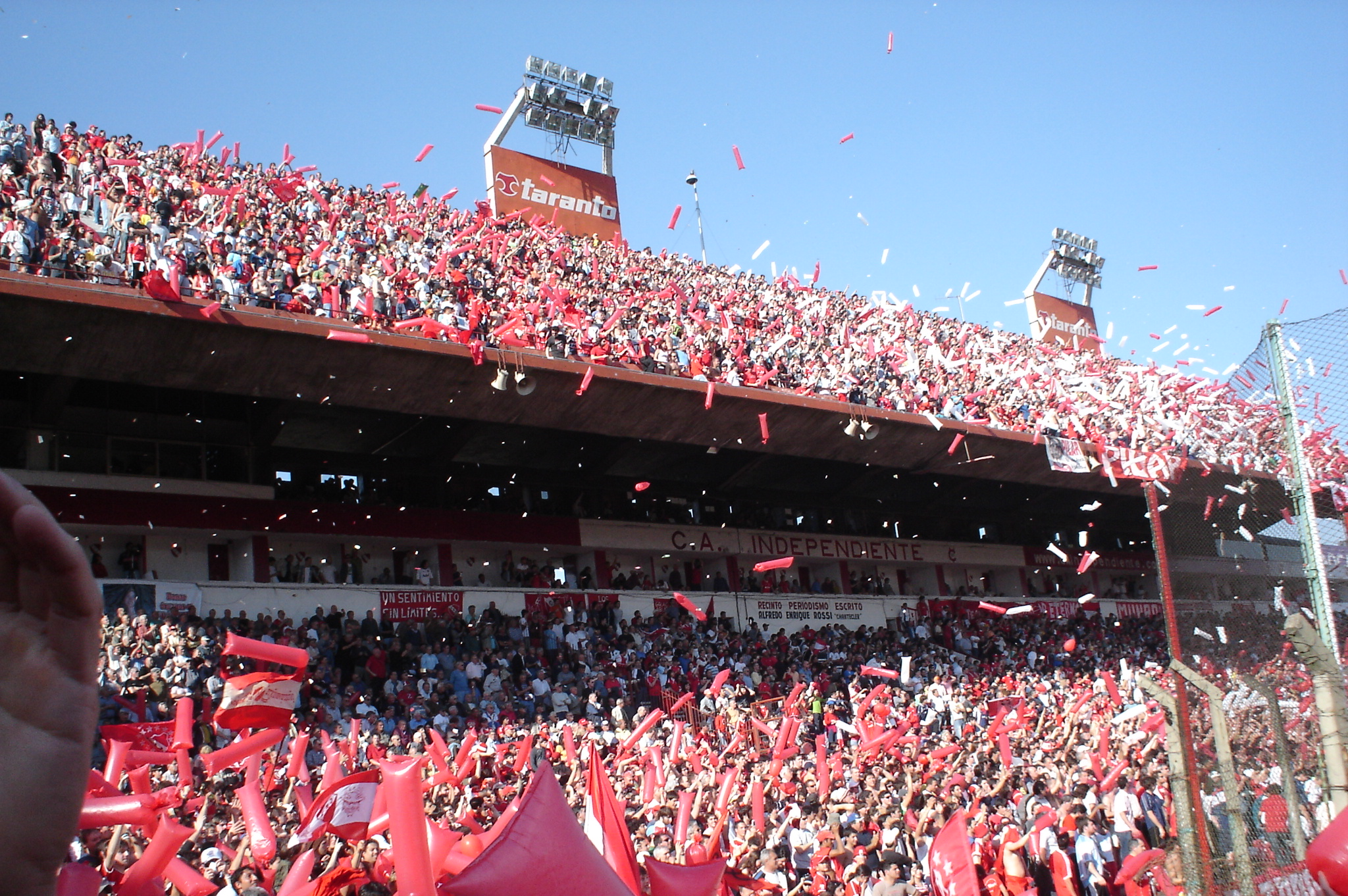
Los hinchas de Independiente en La Doble VIsera, actual estadio Libertadores de América en 2006

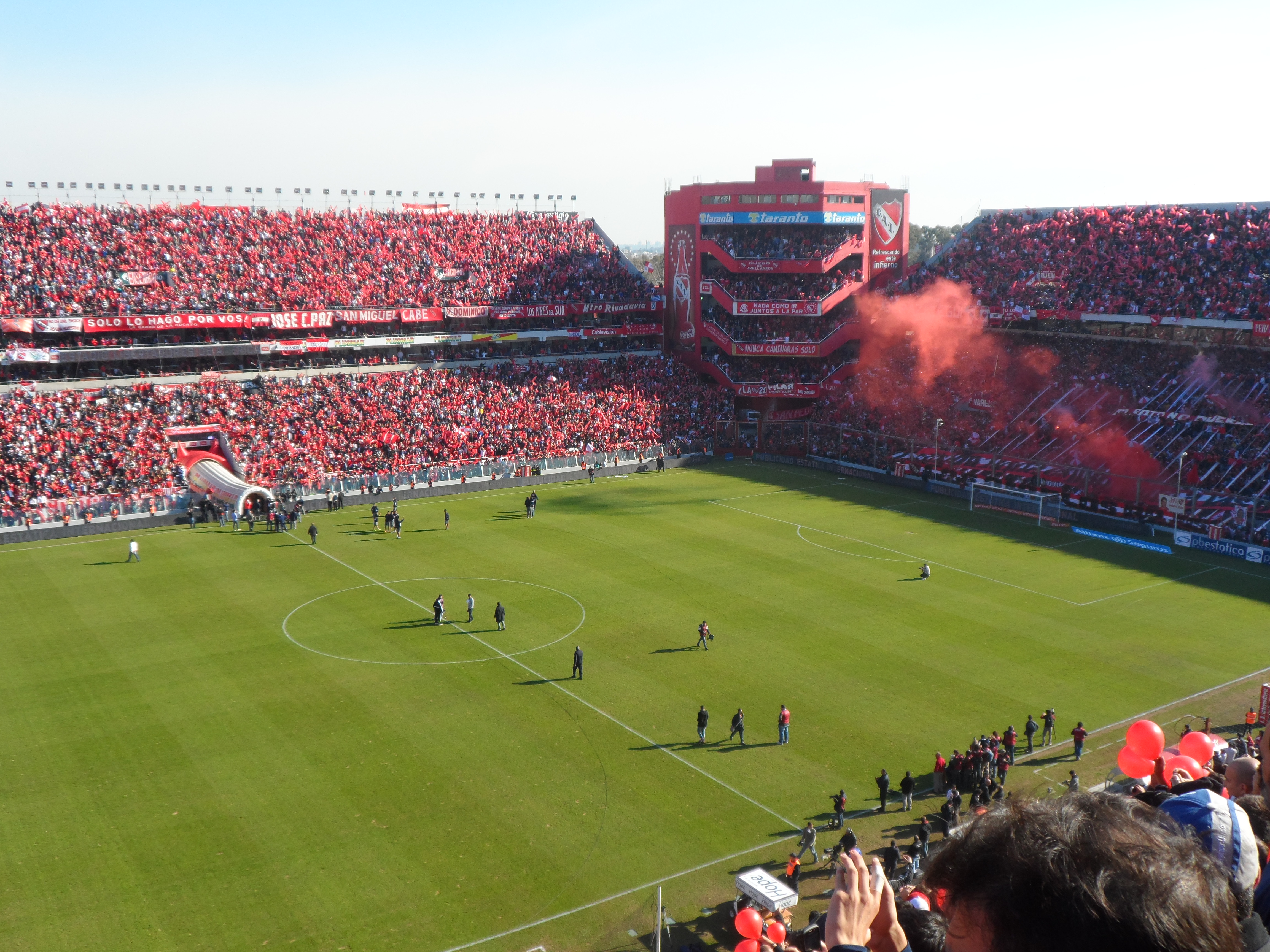
Los hinchas de Independiente en el Estadio Libertadores de América

Si bien La Barra Del Rojo funciona como un grupo unido, se compone de una gran cantidad de subgrupos, que provienen de barrios de Avellaneda, resto del Gran Buenos Aires, Buenos Aires, La Plata y Gran La Plata. Estos subgrupos generalmente llevan los nombres de sus barrios o ciudades de origen, o los apodos de sus jefes. Los más importantes son: Fiorito, La Tranquila, La Banda de San Justo, Los Polacos, Los camioneros, Villa Corina, Los Rana, Los Bera, , Los Gerlis, La 4 de Julio, La Pepsi, etc.; todos ellos provienen de las más peligrosas villas miserias y barrios pobres de ciudades como Avellaneda, Buenos Aires, San Justo, Berazategui, Sarandí, Merlo, Villa Domínico, Wilde, Lanús, Claypole, Quilmes, Villa Fiorito, Lomas de Zamora, Banfield, La Plata, etc
Dentro de la barra brava, hay un orden jerárquico. La "primera línea", compuesta por menos de 10 personas, está formada por los jefes (encabezados por el líder), que son los jefes de los grandes subgrupos. Un requisito para ser jefe es haber sido miembro del grupo por lo menos 10 años. Son los responsables de la organización y distribución del dinero y tareas dentro de la barra brava. La "segunda línea", que va de 15 a 30 personas, está formada por los jefes y miembros importantes del resto de los subgrupos. Se encargan de reclutar gente, estudiar la zona y los movimientos de las barras bravas enemigas y contratar autobuses para el traslado de los integrantes del grupo. La "tercera línea", que consta de unas 400 personas, está formada por los siguientes miembros en el rango, detrás de los líderes de cada subgrupo. Ya tienen algunos años en la barra brava, pero aún no forman parte del núcleo. Ellos manejan los tambores y las banderas. La "cuarta línea", o resto de la barra brava, (más de 1000 personas), se encarga simplemente de seguir las "líneas" anteriores, y no puede tomar decisiones. Todos están en un subgrupo y cuando hay una pelea contra otra barra brava; todas las "líneas" deben participar.
La mayoría de los miembros de La Barra Del Rojo forman parte de la clase obrera. El líder histórico de la barra brava es Pablo "Bebote" Álvarez, quien tomó la delantera en 2004, quien también fue un líder histórico de Hinchadas Unidas Argentinas, una agrupación creada por un grupo de “barrabravas” de clubes argentinos a fines del año 2009. Tomó al mando su poder al asesinar a su predecesor Raúl.

## Arreglos

### Medios de financiamiento

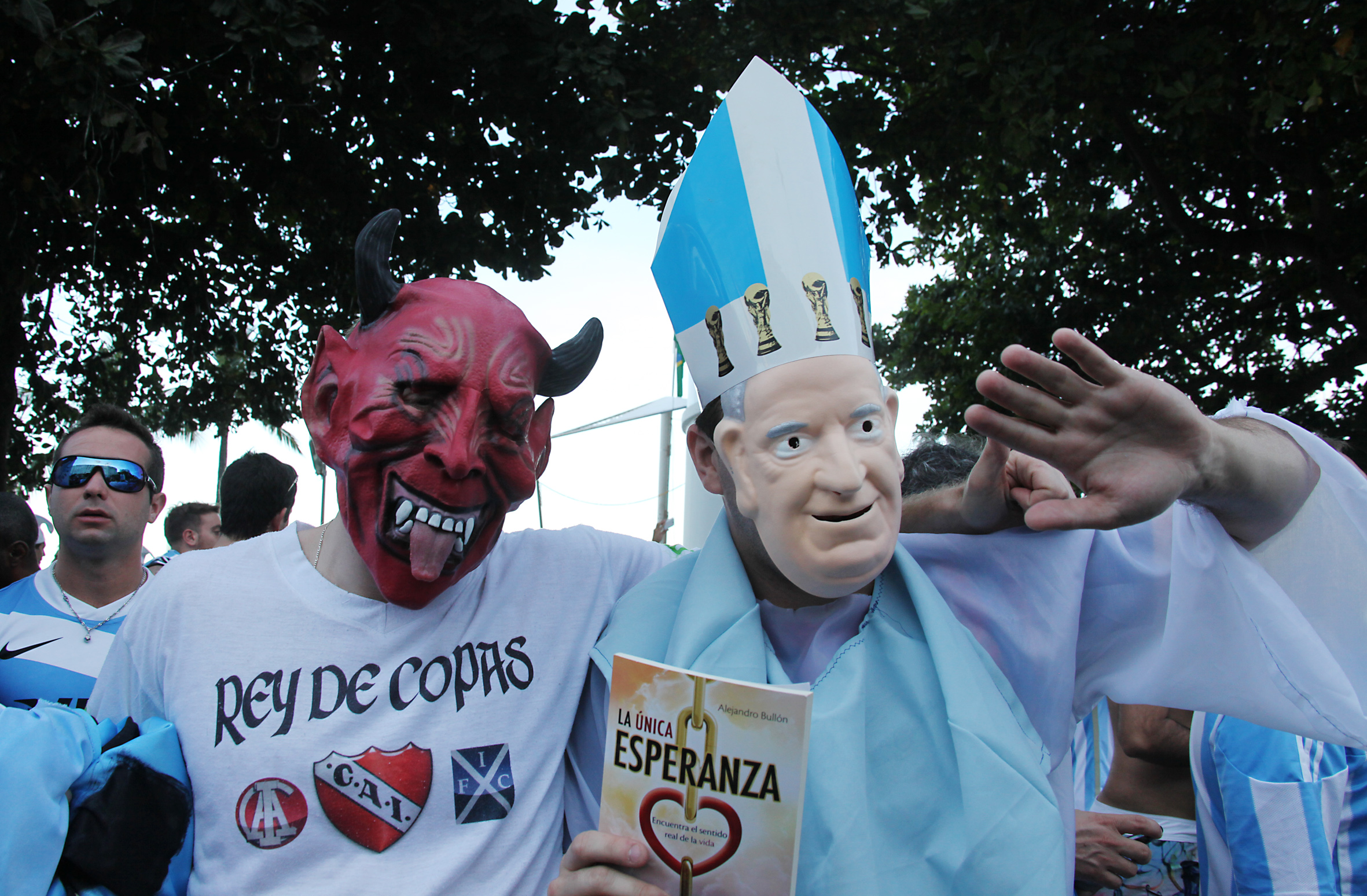
Pablo Álvarez (Bebote) también fue líder de Hinchadas Unidas Argentinas

Sus principales medios de financiamiento incluyen la reventa de boletos, drogas, el papel de un subgrupo como "tropa de choque" para algunos sindicatos políticos (CGT y el Sindicato de Camioneros), y amenazas a los directores y jugadores del club.
Según informes de investigación de 2006, el «Polaco» (jefe del subgrupo Los Polacos y uno de los cabecillas de Los Diablos Rojos) fue guardaespaldas de Hugo Moyano (secretario general de la CGT) hace 15 años y aún sostiene que role.
En 2003, una investigación decía que la barra brava ganaba entre 40 000 y 45 000 pesos mensuales.

### Polémica con Javier Cantero
A fines de 2011, el economista Javier Cantero fue elegido presidente de Independiente por la fórmula opositora, con la presión de recuperar financieramente al club. Cantero decidió acabar con los privilegios de la barra del Rojo, hecho que indignó a los socios, pues el anterior presidente, el empresario Julio Comparada, mantenía una estrecha relación con este grupo. Los barrabravas decidieron protestar guardando silencio durante los partidos de Independiente, también amenazaron de muerte e invadieron la oficina de Cantero, generando así una crisis interna en el club.
Cantero recibió el apoyo de sus socios, además del apoyo de políticos e hinchas ilustres del club, y se mantuvo firme en su decisión de acabar con los privilegios de la barra del Rojo y sus actitudes que muchas veces dañaban la imagen de la institución

## Enfrentamientos
Durante su existencia, la barra brava ha tenido varias peleas y altercados con la policía argentina y con otras barras bravas, especialmente con la de Racing de Avellaneda (La Guardia Imperial), principal rival futbolístico de Independiente; también tuvo importantes enfrentamientos con las barras bravas de Boca Juniors (La 12), River Plate (Los Borrachos del Tablón) y San Lorenzo de Almagro (La Gloriosa), también rivales del club. Sin embargo, se apunta como enemigo a cualquier barra brava de otro equipo, aunque no exista rivalidad futbolística.
El 17 de octubre de 2006, durante la procesión por el traslado del féretro del expresidente Juan Domingo Perón desde el cementerio de La Chacarita (en la ciudad de Buenos Aires) a un mausoleo en una residencia de verano de San Vicente, algunos integrantes de La Barra Del Rojo se involucró (entre ellos Jorge "Madonna" Quiroz) ñ en una pelea instigada por sindicatos peronistas por el acceso a la ceremonia (algunos subgrupos de la barra brava pertenecen a la CGT y al Sindicato de Camioneros, ambos peronista). Se cree que la pelea inició porque estaban varios integrantes de las barras bravas de Estudiantes de La Plata y Defensores de Cambaceres en la UOCRA (otro sindicato peronista entonces presente). La policía pudo contener la violencia lo suficiente como para que la ceremonia terminara.
En 1997 luego de un partido entre Racing Club (máximo rival del Rojo) y River Plate, un miembro de los Racing Stones —una de las barras bravas de la Academia— de nombre Waldo Rodríguez es asesinado a la salida y se procesó al un barra de Independiente Walter Rinaldi. En 2001, la Barra del Rojo se adjudica el asesinato de otro hincha de Racing.
En 2004 en Quito, Ecuador, la barra brava se enfrentó a la policía ecuatoriana durante un partido de Copa Libertadores entre El Nacional e Independente en el estadio Atahualpa. Producto del hecho, dos hinchas de Independiente fueron detenidos. Fueron liberados dos días después.